# سانشوی مباشر
سانشوی مباشر (Sanshō Dayū) (به ژاپنی: 山椒大夫) فیلمی ژاپنی به کارگردانی کنجی میزوگوچی محصول ۱۹۵۴ است.
سانشوی مباشر دارای بسیاری از مؤلفه‌های آشنای میزوگوچی است؛ مانند به تصویر کشیدن فقر، دیدگاهی انتقادی از جایگاه زنان در ژاپن معاصر و میزانسن‌های پیچیده‌ای که به‌طور دقیق طراحی شده‌اند. امروزه، این فیلم اغلب در کنار اوگتسو مونوگاتاری (۱۹۵۳) به عنوان یکی از بهترین آثار میزوگوچی قرار می‌گیرد.

## خلاصه داستان
ژاپن قرن یازدهم. فرماندار تایرو به‌خاطر مخالفتش با فساد فئودالی برکنار و تبعید می‌شود. همسرش «تاماکی» (تاناکا)، پسرش «زوشیو» (هانایاگی) و دخترش «آنجو» (کاگاوا) عازم ملحق شدن به او در تبعیدگاه هستند. در طول راه مردانی آنان را به زور به بردگی می‌گیرند؛ «تاماکی» به یک خانه بدنام فرستاده می‌شود و بچه‌ها نیز در املاکی خصوصی که زیر نظر «سانشوی مباشر» ِ بی‌رحم اداره می‌شود، به خدمت گرفته می‌شوند. سال‌ها بعد که آنان بزرگ شده‌اند، خبر زنده بودن مادرشان را می‌شنوند و «آنجو»، «زوشیو» را به فرار ترغیب می‌کند…

## دربارهٔ فیلم
این ملودرام جان‌گداز و تکان‌دهنده، از بزرگ‌ترین آثار تاریخ سینماست. در این فیلم، سادگی توهمی بیش نیست و هم مضمون و هم سبک، به شبکه‌ای پیچیده و به دقت طراحی شده می‌مانند. تراژدی فراز و نشیب‌ها و جدائی‌های خانوادگی در هر لحظه بیش از آن‌که توسلی صرف به احساسات تماشاگر باشد، آگاهی جدید و مکاشفه گونه‌ای به او می‌بخشد. تصاویر جایی میان واقعیت، شعر، کابوس و رؤیا سیر می‌کنند. میزوگوچی جهان خشن و بی‌ترحم را در منتهای بی‌پروایی و تقدیرگرایی به تصویر می‌کشد. پایان فیلم، تجدید دیدار مادر و پسر و آن کرین شگرف دوربین به بالا، شکوه محض است و حصار زمان و مکان را درمی‌نوردد.
میزوگوچی در سال ۱۹۵۴ سه فیلم ساخت که یکی از آن‌ها یعنی سانشوی مباشر جزو بهترین آثار اوست. جان جیلت، این فیلم را نه تنها یک اثر بزرگ سینمایی کلاسیک، بلکه محققانه‌ترین و دشوارترین اثر میزوگوچی و شایستهٔ صفت حیرت‌آور، می‌داند. این صفتی است که مخالفان میزوگوچی، از آن به عنوان دشنام علیه او استفاده می‌کنند.
اگرچه داستان این فیلم، از روی رمانی اثر اوگایی موری اقتباس شده‌است؛ اما در ژاپن، همه، به‌خوبی این اثر اسطوره‌ای را می‌شناسند. بنابر نظر تونی رینز، میزوگوچی با استفاده از این داستان آشنا، گزارشی کاملاً تصویری از چرخش گردونهٔ تاریخ ارائه می‌کند. فیلم، با تصاویری از بقایای سنگی و باستانی ژاپن آغاز می‌شود که در طول فیلم باز هم این تصاویر را می‌بینیم. این تصاویر بدین منظور به کار رفته‌اند تا دوران وقوع داستان را از چشم امروزی‌ها روایت کند. شیوهٔ روایت فیلم؛ به گونه‌ای حساب‌شده، دوپهلوست. با استفاده از دیزالوهای طولانی و فلاش‌بک، زمان تشریح می‌شود و فاصله‌ای که میان اعضای این خانواده به وجود آمده‌است، به تصویر درمی‌آید. میزوگوچی، در این فیلم، تنها به یک موضوع بسنده نمی‌کند؛ فیلم او، همانقدر که دربارهٔ نقش و قدرت مذکر/مؤنث در خانواده است؛ به همان نسبت دربارهٔ مبارزهٔ تاریخی میان خودکامگی و آزادی‌خواهی نیز است. در واپسین نمای فیلم، دوربین پس از آنکه در آغوش گرفتن مادر و فرزند را نشان می‌دهد، حرکتی رو به بالا دارد و به سمت جلبک‌های دریایی پن می‌کند که بر ساحل دریا افتاده‌اند. این نما، ما را به یاد اندیشه بودایی میزوگوچی می‌اندازد. از سانشوی مباشر در خارج از ژاپن استقبال بیشتری شد. در جشنوارهٔ ونیز، این فیلم به همراه هفت سامورایی، جایزهٔ شیر نقره‌ای جشنواره را دریافت کرد.
خطر لوث شدن داستان
داستان فیلم در ژاپن قرن یازدهم می‌گذرد. یکی والی ایالتی به فرزندان خود آموزش می‌دهد که «انسان بی‌وجود ترحم؛ انسان نمی‌ماند.» حساسیت این والی در برابر حقوق رعایا، باعث تبعید او می‌شود. همسرش، تاماکایی (کینویوتاناکا)، دلش می‌خواهد به شوهرش ملحق شود، اما راهزنان او را می‌ربایند و یک مرکز فحشا، در جزیرهٔ سادو، می‌فروشند. زوشیو، پسر او آنجو، دخترش، به عنوان برده، به خدمت سانشو در می‌آیند که آدم سنگدلی است چند سال بعد، نخست‌وزیر، زوشیو را به عنوان والی ایالتی انتخاب می‌کند؛ یعنی وی به همان شغلی می‌رسد که پدرش داشت. او همهٔ برده‌های سانشو را آزاد می‌سازد و خود او را نیز تبعید می‌کند. سپس، او به جستجوی مادرش برمی‌آید و پی می‌برد که مادرش کور و ناتوان، ساکن جزیرهٔ سادوست. آن‌ها همدیگر را می‌یابند.